# Leges (stolica tytularna)
Leges (łac. Diocesis Legensis) – stolica historycznej diecezji w Cesarstwie rzymskim w prowincji Numidia zlikwidowana w VII w. podczas ekspansji islamskiej, współcześnie w północnej Algierii. Obecnie katolickie biskupstwo tytularne.

## Biskupi tytularni
| Lp. | Biskup                          | Funkcja                                      | Od                | Do                   |
| --- | ------------------------------- | -------------------------------------------- | ----------------- | -------------------- |
| 1   | Paolo Mosconi                   | nuncjusz apostolski                          | 9 listopada 1967  | 28 maja 1994         |
| 2   | Philippe Bär                    | biskup pomocniczy Rotterdamu (Holandia)      | 15 stycznia 1982  | 19 października 1983 |
| 3   | Michael Smith                   | biskup pomocniczy Meath (Irlandia)           | 17 listopada 1983 | 13 października 1988 |
| 4   | Francisco José Arnáiz Zarandona | biskup pomocniczy Santo Domingo (Dominikana) | 2 grudnia 1988    | 14 lutego 2014       |
| 5   | Aurelio Pesoa Ribera            | biskup pomocniczy La Paz (Boliwia)           | 25 marca 2014     | 28 listopada 2020    |